# Calçada Marquês de Abrantes
A Calçada Marquês de Abrantes é um arruamento da cidade de Lisboa, situado nas freguesias da Estrela, antiga freguesia de Santos-o-Velho e da Misericórdia. O arruamento tem início no Largo do Conde Barão e termina na Rua de Santos-o-Velho. A calçada foi criada depois de 1755, durante a reconstrução de Lisboa estando presente edificações da arquitetura pombalina.

## Edifícios

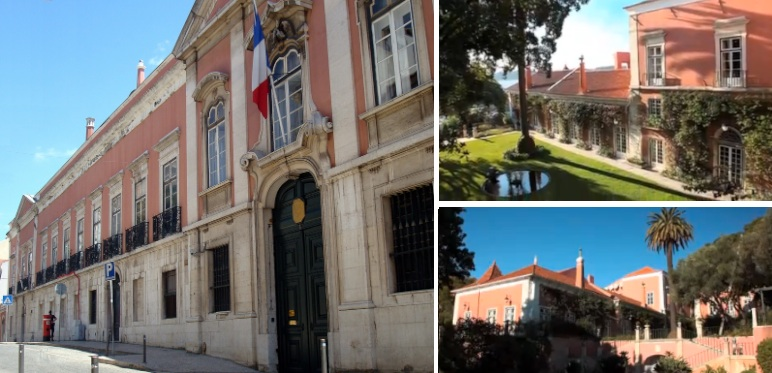
Palácio do Marquês de Abrantes, na Calçada Marquês de Abrantes, em Santos-o-Velho, hoje Embaixada da França.

Da embaixada de França até à Avenida Dom Carlos I há vários edifícios pombalinos que foram mandados construir pelo Visconde de Mira-Vouga. António Pinto Bastos, Mestre Engenheiro, autor de vários engenhos importantes, de entre os quais se destaca o contador da Água (existe um exemplar hoje exposto no Museu da Água) viveu, trabalhou e morreu no número 103, no Rés-do-Chão e 1º andar. A sua Metalomecânica-Fábrica, situava-se no Nº101 e 99. O resto da rua tem edifícios valiosos de onde se destaca no lado Norte um edifício de azulejos azuis, a par de outros exemplares da arquitectura oitocentista. 
O Palácio onde se situa a embaixada, que deu o nome à rua, é o palácio do Marquês de Abrantes. Neste edifício, exemplar na sua arquitectura, existe uma sala onde se pode observar o tecto cheio de pratos. Conta-se que cada vez que há uma catástrofe mundial, um prato cai inexplicavelmente. Outra curiosidade adossada à história do edifício passa por este ter sido o lugar escolhido por D. Sebastião para tomar o pequeno-almoço antes da partida para África.